# Jabłoń-Markowięta
Jabłoń-Markowięta – wieś w Polsce położona w województwie podlaskim, w powiecie wysokomazowieckim, w gminie Nowe Piekuty.
Zaścianek szlachecki Markowięta należący do okolicy zaściankowej Jabłonia położony był w drugiej połowie XVII wieku w powiecie brańskim ziemi bielskiej województwa podlaskiego. W latach 1975–1998 miejscowość administracyjnie należała do województwa łomżyńskiego.
Wierni kościoła rzymskokatolickiego należą do parafii św. Apostołów Piotra i Pawła w Jabłoni Kościelnej.

## Historia wsi
Nazwa wsi pochodzi od mieszkającego tu, zapewne w XV wieku, Marka. Seło Jabłońskich Markowi wymienione podczas popisu pospolitego ruszenia z roku 1528. Wzmiankowani: Bernat Markowicz, Mikołaj Markowicz i Staszko Markowicz, którzy byli zobowiązani do wystawienia 1 konnego na czas wojny. W dokumentach przygotowań do unii polsko-litewskiej z 1569 r. wyszczególniona jako: Jablonia Markowietha, de Markowiętha ac Jabłonia.
Wraz z innymi wsiami tworzyła okolicę szlachecką Jabłoń, wzmiankowaną w XV w. Wsie rozróżnione drugim członem nazwy.
Spis podatkowy z 1580 r. przekazuje, że na półwłókowym gospodarstwie siedział Stanisław Jabłoński Rogaty, posiadający 2 zagrodników. 10 morgów należało do szlachcica Sensorowa.
W 1629 roku wieś liczyła 2 domy. Mieszkali tutaj Wojciech i dwóch Stanisławów, którzy posiadali 1. włókę ziemi. Podobnie było w kolejnym spisie podatkowym z 1635. Mieszkający tutaj Jabłońscy używali herbu Dąbrowa oraz Jasieńczyk. W spisie podatku pogłównego (1676) nazwę wsi zapisano jako Jabłonie Markowięta. To samo miano pojawia się na mapach z końca XVIII wieku i w źródłach dziewiętnastowiecznych.
W I Rzeczypospolitej miejscowość należała do ziemi bielskiej.
W roku 1827 wieś liczyła 16 domów i 87 mieszkańców. Pod koniec XIX w. należała do powiatu mazowieckiego, gmina Piekuty, parafia Jabłoń. We wsi stało wówczas 14 domów, zaś powierzchnia gruntów rolnych wynosiła 158 morgów.
W 1891 roku notowano tu 11 drobnoszlacheckich gospodarstw na 80 ha ziemi. Przeciętne miało powierzchnię 7,3 ha.
W 1921 roku wieś liczyła 13 domów i 77 mieszkańców.
Współcześnie 18 domów zamieszkuje 89 mieszkańców.